# Severino Reija
Severino Reija Vázquez (* 25. listopad 1938, Lugo) je bývalý španělský fotbalista. Nastupoval především na postu obránce.
Se španělskou reprezentací vyhrál mistrovství Evropy roku 1964, byť na závěrečném turnaji nenastoupil. Hrál též na mistrovství světa 1962 a 1966. V národním týmu působil v letech 1962–1967 a nastoupil ve 20 zápasech.
Většinu kariéry (1959–1969) strávil v Realu Zaragoza. V sezóně 1963/64 s ním vyhrál Veletržní pohár. Dvakrát se Zaragozou získal španělský pohár (1963/64, 1965/66). V lize s ní dosáhl nejvýše na 3. místo v sezónách 1960/61 a 1964/65.